# Жиру, Огюст
Огюст Жиру (фр. Auguste Giroux; 29 июля 1874, Шатонёф — 9 августа 1953, Портель-дес-Корбье) — французский регбист, чемпион летних Олимпийских игр 1900.
На Играх Жиру входил в сборную Франции по регби, которая, обыграв Германию и Великобританию, стала победительницей турнира и получила золотые медали.